# Marcello Lante
Marcello Lante, även Marcello Lante della Rovere, född 1561 i Rom, död 19 april 1652 i Rom, var en italiensk kardinal och biskop. 

## Biografi
Marcello Lante var son till Ludovico Lante och M. Lavinia Maffei.
År 1606 utsåg påve Paulus V Lante till kardinalpräst med Santi Quirico e Giulitta som titelkyrka. I december samma år utnämndes han till biskop av Todi och biskopsvigdes den 14 januari året därpå av påve Paulus V. Påven assisterades vid detta tillfälle av kardinalerna Ottavio Paravicini och Carlo Conti.
Lante kom att delta i tre konklaver: 1621, 1623 och 1644. Åren 1625–1626 var han camerlengo. Han avslutade sitt kardinalskap som kardinalbiskop av Ostria e Velletri.
Kardinal Lante avled 1652 och har fått sitt sista vilorum i Cappella delle Sante Lucrezia e Gertrude i San Nicola da Tolentino i Rom.